# Joppocryptus scutellaris
Joppocryptus scutellaris är en stekelart som först beskrevs av Cresson 1868.  Joppocryptus scutellaris ingår i släktet Joppocryptus och familjen brokparasitsteklar. Inga underarter finns listade i Catalogue of Life.